# Ducheng (köpinghuvudort i Kina, Jiangxi Sheng, lat 28,23, long 115,49)
Ducheng är en köpinghuvudort i Kina. Den ligger i provinsen Jiangxi, i den sydöstra delen av landet, omkring 63 kilometer sydväst om provinshuvudstaden Nanchang. Antalet invånare är 28 434. Befolkningen består av 13 343 kvinnor och 15 091 män. Barn under 15 år utgör 20,0 %, vuxna 15-64 år 72 %, och äldre över 65 år 7,0 %.
Runt Ducheng är det tätbefolkat, med 411 invånare per kvadratkilometer. Närmaste större samhälle är Tuochuan, 18,8 km sydost om Ducheng. Trakten runt Ducheng består till största delen av jordbruksmark.
Genomsnittlig årsnederbörd är 2 190 millimeter. Den regnigaste månaden är juni, med i genomsnitt 367 mm nederbörd, och den torraste är oktober, med 28 mm nederbörd.